# Марій (легендарний король Британії)
Марій − легендарний король бриттів часів римського панування в Британії, описаний у псевдоісторичній праці Гальфрида Монмутського «Історія королів Британії». Він був сином короля Арвірага і правив після смерті батька, наприкінці I сторіччя нашої ери.
Гальфрид описує Марія як мудрого і поважного короля. За його доби буцімто до Британії вперше прибули пікти. Джеффрі, він правив мудро  у той час, коли пікти вперше прибули до Британії. Флот кораблів під проводом Родрика прибув зі Скіфії та висадився в Альбі. Опинившись там, вони почали руйнувати землі, і Марій був змушений реагувати. Після численних битв Марій убив Родрика та встановив там камінь на згадку про цей тріумф. Крім того, ця земля стала відома на його честь як Вестморленд. З поваги до переможених ним людей він дав їм невелику частину Альби під назвою Кейтнесс для проживання. Однак Марій відмовився дати їм жінок для шлюбу, тому пікти втекли до Ірландії та взяли там дружин.
Марій встановив тісні зв'язки з Римом і добру дипломатію завдяки данині та повазі до римських громадян у Британії. Він дотримувався законів своїх предків і правив справедливо. Після його смерті його наступником став син Койл.
Окрім «Історії королів Британії», Марій згадується в Compendium (близько 1514) Йоганна Тритемія. Як твердить Тритемій, Маркомір син Одемара, один із перших королів франків, одружився з Атільдіс, донькою британського короля Марія. Смерть Маркоміра Тритемій розміщує в 148, що узгоджується з датуванням Марія кінцем I сторіччя нашої ери.